# Strobilanthes blumei
Strobilanthes blumei är en akantusväxtart som beskrevs av Cornelis Eliza Bertus Bremekamp. Strobilanthes blumei ingår i släktet Strobilanthes och familjen akantusväxter. Inga underarter finns listade i Catalogue of Life.